# Leigh Francis
Leigh Szaak Francis (Leeds, 30 de maio de 1973) é um ator de televisão britanico.